# 尼古拉·列维切夫
尼古拉·弗拉基米罗维奇·列维切夫（俄语：Николай Владимирович Левичев，1953年5月28日—）是一名俄罗斯政治人物。2011年4月16日，他在莫斯科举行的第五次公正俄罗斯党党代会上被选为该党领导人。

## 生平
1976年他毕业于列宁格勒国立大学物理学专业。